# Thae Yong-ho

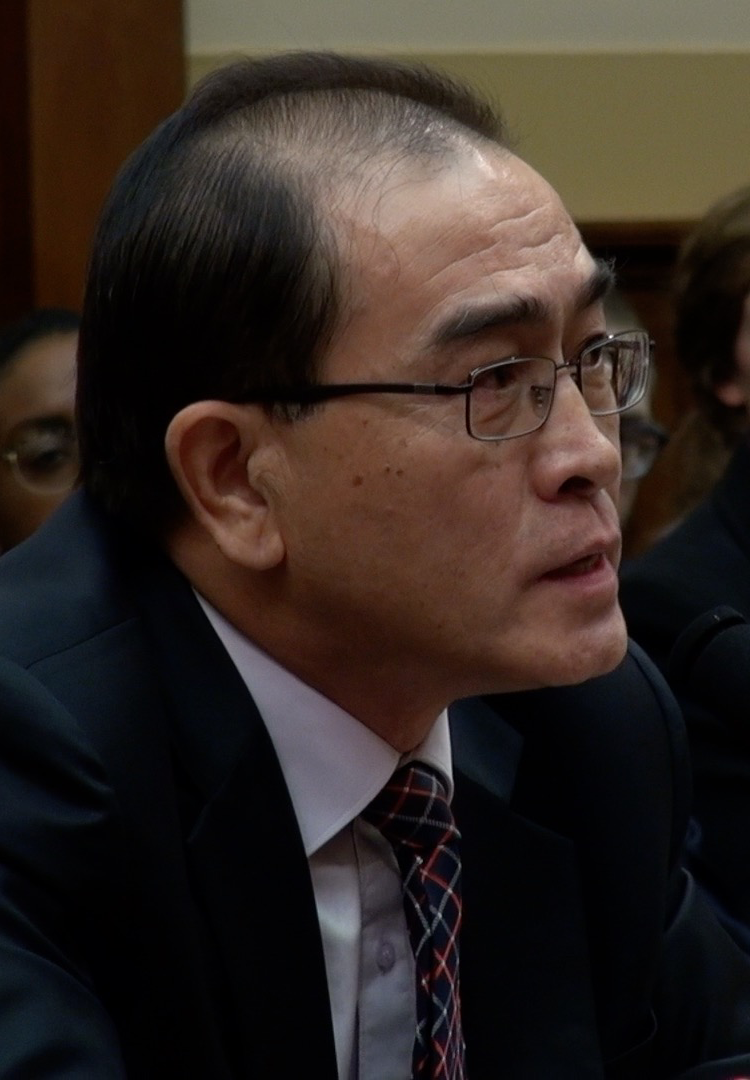
Thae Yong-ho im November 2017 vor dem US-Repräsentantenhaus

Thae Yong-ho (* 25. Juli 1962 in Pjöngjang, Nordkorea) ist ein ehemaliger nordkoreanischer Diplomat, der als Vizebotschafter seines Landes in London tätig war und im August 2016 nach Südkorea überlief. Inzwischen ist er dort als Politiker aktiv und bewarb sich im Zuge der Parlamentswahl in Südkorea 2020 für die konservative Oppositionspartei Mirae-tonghap-Partei im Gangnam-gu erfolgreich um einen Sitz in der Gukhoe.

## Werdegang
Thae studierte in seiner Jugend in der Volksrepublik China und lernte dort neben Chinesisch auch Englisch. Anschließend studierte er an der Pyongyang University of Foreign Studies. Thae begann in den 1980er Jahren zu arbeiten.
Thae hat zwei Söhne. Der ältere Sohn schloss eine britische Universität ab, der jüngere Sohn ist in Dänemark geboren. Vor seiner Flucht genoss Thae in seinem Land einen guten Ruf. Er musste bei seiner Flucht seine Schwester und seinen Bruder in Nordkorea zurücklassen. Anfang November 2017 äußerte sich Thae vor dem Repräsentantenhaus der Vereinigten Staaten.
Am 15. April 2020 wurde als Abgeordneter für den Sitz A des Seouler Gangnam-gu in die Gukhoe gewählt. Er ist damit der erste nordkoreanische Überläufer, der bei der Mehrheitswahl ein Abgeordnetenmandat erzielen konnte. Bisher gelang dies nur im Rahmen der Verhältniswahl.
Zu seinen Hobbys zählen Tennis und Golf. Thae gilt als Freund der indischen Küche.